# Wspólnota Cenacolo
Wspólnota Cenacolo – powstała w lipcu 1983 roku z inicjatywy włoskiej zakonnicy Elwiry Petrozzi wspólnota, niosąca pomoc młodym ludziom z problemami, w szczególności narkomanom i alkoholikom. Obecnie działa ponad 60 domów wspólnoty na całym świecie, w tym 4 w Polsce.
Metoda terapii opiera się na intensywnej pracy, modlitwie, dzieleniu się uczuciami, rozwijaniu talentów i zajęciach sportowych. Ponadto każda nowa osoba dostaje „anioła stróża” – mieszkającą już dłużej we Wspólnocie osobę, która mu towarzyszy przez 24 godziny na dobę (w miarę możliwości). Wspólnota nie zatrudnia kwalifikowanych psychologów ani nie stosuje terapii farmakologicznej. Z danych z ostatnich 25 lat funkcjonowania wspólnoty wynika, że skuteczność tej terapii przekracza 80%.